# Gaultheria
Gaultheria és un gènere de la família ericàcia que està format per unes 170-180 espècies d'arbusts. El naturalista suec Pehr Kalm va triar el nom en record del metge i naturalista francès Jean François Gaultier. Són plantes originàries d'Àsia, Amèrica del Nord, Amèrica del Sud i Australàsia. En el passat les espècies de l'hemisferi sud havien estat tractades com un gènere diferent, però no hi ha proves genètiques rellevants que donin suport a la separació.

## Taxonomia
- Gaultheria acuminata Schltdl. & Cham.: Sin. Gaultheria nitida Benth.
- Gaultheria adenothrix (Miq.) Maxim.
- Gaultheria amoena A.C.Sm.
- Gaultheria anastomosans (L. f.) Kunth
- Gaultheria antipoda G. Forst.
- Gaultheria borneensis Stapf (Sin.: Gaultheria itoana Hayata)
- Gaultheria bracteata Cav. & Sleumer
- Gaultheria brevistipes
- Gaultheria cardiosepala
- Gaultheria codonantha
- Chinesische Scheinbeere (Gaultheria cuneata (Rehder & E.H.Wilson) Bean), Sin.: Gaultheria pyroloides var. cuneata Rehder & E. H. Wilson
- Gaultheria depressa Hook. f.
- Gaultheria dolichopoda
- Gaultheria dumicola
- Gaultheria erecta Vent.
- Gaultheria foliolosa Benth.
- Gaultheria forrestii Diels
- Gaultheria fragrantissima Wall.
- Gaultheria glomerata (Cav.) Sleumer (Sin.: Gaultheria brachybotrys DC.)
- Gaultheria griffithiana Wight
- Gaultheria heteromera
- Gaultheria hispida R. Br.
- Gaultheria hispidula (L.) Muhl.
- Gaultheria hookeri C.B.Clarke (Sin.: Gaultheria veitchiana Craib)
- Gaultheria humifusa (Graham) Rydb.
- Gaultheria hypochlora
- Gaultheria insipida Benth.
- Gaultheria japonica (A.Gray) Sleumer
- Gaultheria jingdongensis
- Gaultheria lanigera Hook.
- Gaultheria leucocarpa Blume (Sin.: Gaultheria cumingiana S.Vidal, Gaultheria yunnanensis (Franch.) Rehder)
- Gaultheria longibracteolata
- Gaultheria longiracemosa
- Gaultheria megalodonta A.C.Smith
- Gaultheria miqueliana Takeda
- Gaultheria mundula F.Muell.
- Gaultheria notabilis
- Gaultheria nummularioides D.Don
- Gaultheria oppositifolia Hook. f.
- Gaultheria oreogena A.C.Smith
- Gaultheria ovatifolia A.Gray
- Gaultheria perplexa Kirk
- Gaultheria phillyreifolia (Pers.) Sleumer
- Gaultheria praticola
- Gaultheria procumbens L.
- Gaultheria prostrata
- Gaultheria pseudonotabilis
- Gaultheria punctata Blume (Sin.: Gaultheria fragrantissima auct.)
- Gaultheria pyroloides Hook. f. & Thomson ex Miq. (Sin.: Gaultheria pyrolifolia Hook. f. ex C.B.Clarke)
- Gaultheria purpurea
- Gaultheria pyrolifolia
- Gaultheria reticulata Kunth
- Gaultheria rigida H.B.K.
- Gaultheria rupestris (L. f.) D.Don
- Gaultheria sclerophylla Cuatrec.
- Gaultheria semi-infera (C.B.Clarke) Airy Shaw
- Shallon-Scheinbeere (Gaultheria shallon Pursh)
- Gaultheria sinensis
- Gaultheria sphagnicola
- Gaultheria stereophylla A.C.Smith
- Gaultheria straminea
- Gaultheria strigosa Benth.
- Gaultheria suborbicularis
- Gaultheria taiwaniana
- Gaultheria tetramera
- Gaultheria tomentosa Kunth
- Gaultheria trichophylla Royle
- Gaultheria trigonoclada
- Gaultheria vaccinoides Weddell.
- Gaultheria wardii